# Центр гражданских свобод
Центр гражданских свобод (ЦГС, укр. Центр Громадянських Свобод) — украинская правозащитная организация, основанная в 2007 году. Руководитель организации — Александра Матвийчук. В 2022 году ЦГС вместе с российским «Мемориалом» и белорусским правозащитником Алесем Беляцким получил Нобелевскую премию мира.

## История
Первоначально ЦГС занимался проведением тренингов и семинаров и мониторингом нарушений прав человека. Широкую известность центр получил, когда 30 ноября 2013 года, на следующий день после силового разгона палаточного лагеря оппозиции в центре Киева, запустил инициативу правовой помощи протестующим «Евромайдан SOS», в которую было вовлечено около 2 тыс. волонтёров и около 400 адвокатов. С 18 февраля 2014 года ЦГС документировал убийства протестующих снайперами. С начала марта 2014 года мобильные группы ЦГС документировали нарушения прав человека в Крыму и затем в ходе военных действий на Донбассе (один из проектов организации посвящён составлению карты насильственных исчезновений на территориях под российским контролем).
После начала российского вторжения на Украину в 2022 году ЦГС документирует военные преступления, совершаемые российской армией, а также политические преследования и репрессии на оккупированных и аннексированных территориях.
Весной 2024 года ЦГС был объявлен «нежелательной организацией» в России.